# Pseudopaludicola ceratophyes
Espèce
Synonymes
- Pseudopaludicola ceratophryes Rivero & Serna, 1985 "1984"

Statut de conservation UICN

 LC  : Préoccupation mineure
Pseudopaludicola ceratophyes est une espèce d'amphibiens de la famille des Leptodactylidae.

## Répartition
Cette espèce se rencontre entre 100 et 300 m d'altitude, :
- dans le sud de la Colombie à Leticia dans le département d'Amazonas ;
- dans le nord du Pérou dans la région de Loreto ;
- au Brésil le long du Rio Juruá.

## Publication originale
- Rivero & Serna, 1985 "1984" : Una nueva pseudopaludicola (Amphibia: Leptodactylidae) cornuda del sureste de Colombia. Caribbean Journal of Science, vol. 20, no 1-2, p. 169-172.